# Aeropuerto Internacional Chūbu Centrair

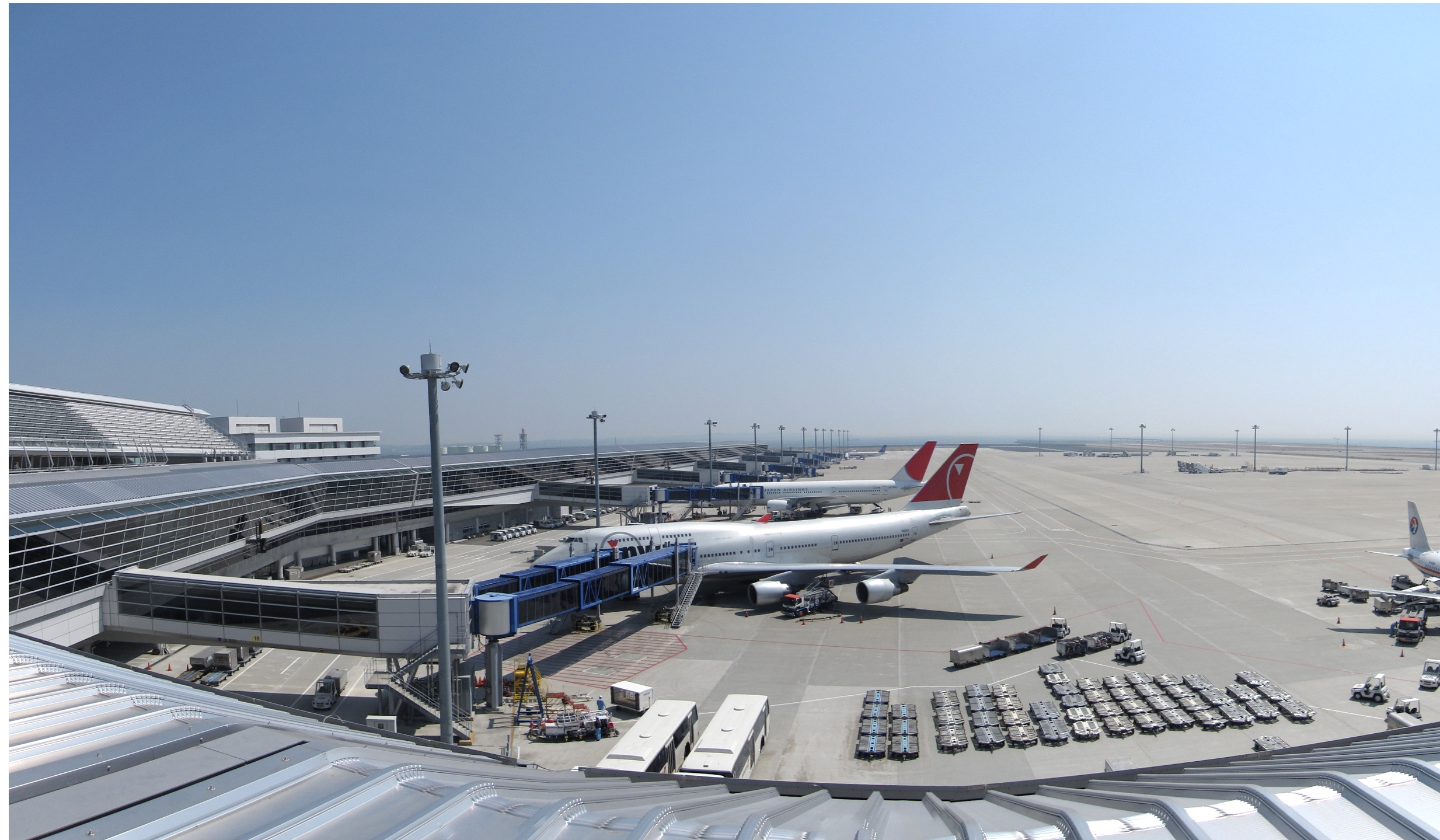
Vista del Aeropuerto Internacional Chubu Centrair.

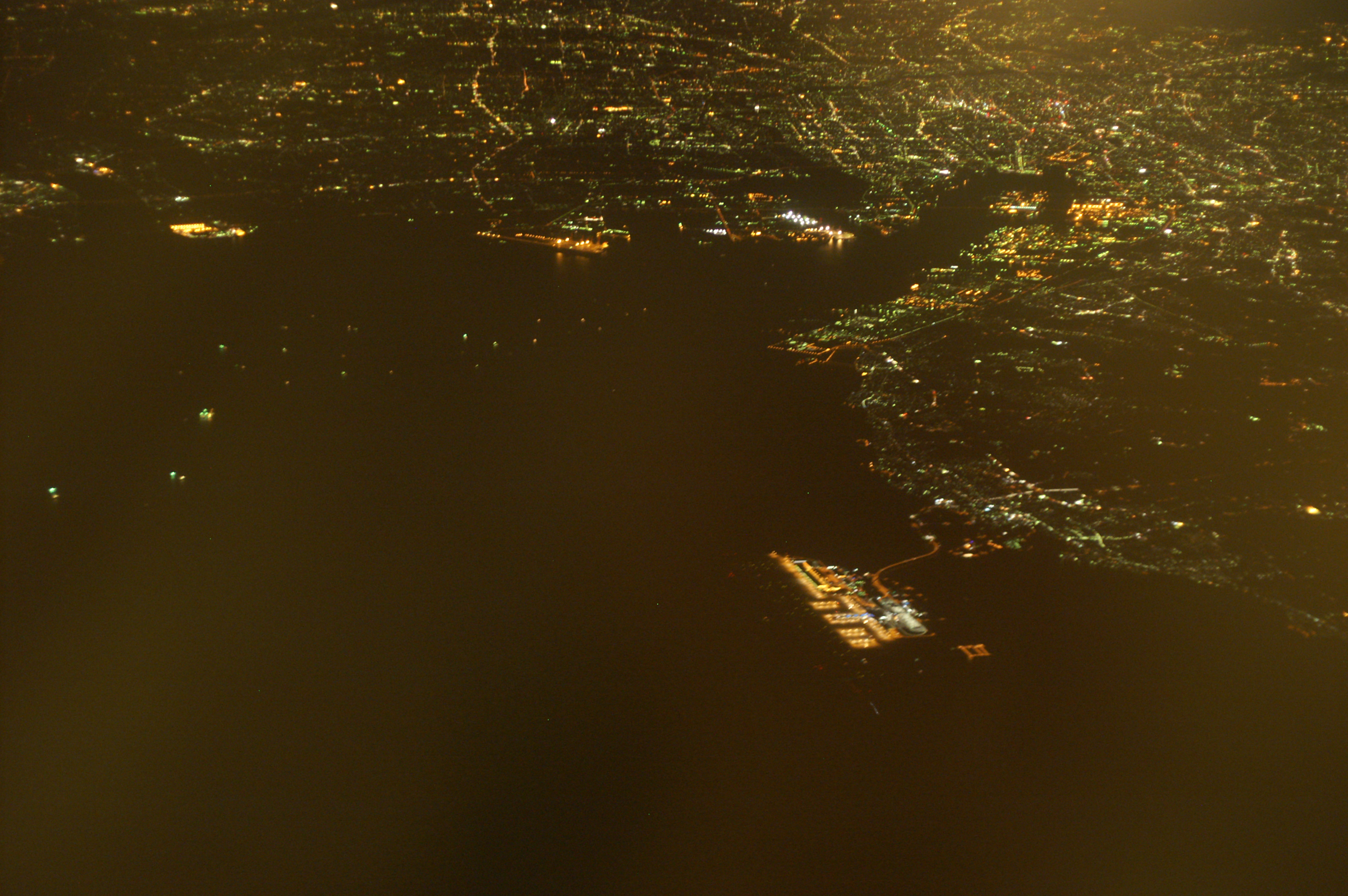
Vista nocturna de la bahía de Ise y del Aeropuerto Internacional Chubu Centrair.

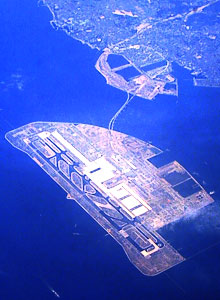
Vista de la bahía de Ise y del Aeropuerto Internacional Chubu Centrair.

Línea Meitetsu Tokoname

Aeropuerto Internacional Chubu Centrair (中部国際空港 Chubu Kokusai Kuko) (código IATA: NGO - código ICAO: RJGG) es un aeropuerto ubicado en una isla artificial en la bahía de Ise, en la ciudad de Tokoname, dependiendo de la Prefectura de Aichi. Se encuentra a 35 km al sur de Nagoya en el centro de Japón y fue inaugurado en 2005.
El aeropuerto de Nagoya, llamado también aeropuerto de Japón central o aeropuerto de Chubu, es una aeroisla que sirve al área urbana de Nagoya; es uno de los más importantes de Japón y de los más modernos del mundo. Si bien cuenta con varios vuelos de cabotaje, la mayoría son internacionales con destinos como China, Sudeste asiático, Australia, algunos puntos de Europa y sobre todo que actualmente el único vuelo directo hacia Norteamérica es Detroit, Estados Unidos, entre otros.
Centrair está clasificado como un aeropuerto de primera clase y es la principal puerta de entrada internacional para la región Chubu ("central") de Japón, el nombre "Centrair" (セントレア Sentorea?) es una abreviatura de Central Aeropuerto Internacional de Japón, una traducción alternativa utiliza en el nombre Inglés de la compañía que opera el aeropuerto, el Aeropuerto Internacional Central de Japón Co., Ltd. (中部国際空港株式会社 Chubu Kokusai Kuko Kabushiki-gaisha).

## Movimiento de pasajeros y carga
11.721.673 personas utilizaron el aeropuerto en el 2006, situándose en el octavo aeropuerto de Japón por su actividad. 273.874 toneladas de carga se trasladó en 2005.
Más de 15 millones de pasajeros lo transitaron en 2008. Para el año fiscal que terminó en marzo de 2009, las cifras anteriores se han reducido considerablemente a 10,8 millones de pasajeros, y la carga doméstica e internacional en este año ascendieron a 162.000 toneladas.
Ver fuente y consulta Wikidata.

## Aerolíneas y destinos
Las aerolíneas son las siguientes:

### Vuelos nacionales
| Aerolíneas                                | Destinos                                                                                              |
| ----------------------------------------- | --- |
| All Nippon Airways                        | Hakodate, Kagoshima, Kumamoto, Miyazaki, Nagasaki, Naha, Oita, Ozora, Sapporo, Tokio-Narita, Wakkanai |
| All Nippon Airways operado por Air Nippon | Tokio-Narita                                                                                          |
| Japan Airlines                            | Kobe, Fukuoka, Osaka-Kansai, Tokio-Haneda, Yokohama                                                   |
| Japan Airlines Operado por JAL Air        | Kobe, Kyoto, Osaka-Kansai, Tokio-Haneda                                                               |

### Vuelos internacionales
| Ciudades               | Nombre del aeropuerto                      | Aerolíneas                                                   | Aeronaves    | Frecuencias semanales |              |
| Norteamérica           | Norteamérica                               | Norteamérica                                                 | Norteamérica | Norteamérica          | Norteamérica |
| ---------------------- | ------------------------------------------ | ------------------------------------------------------------ | ------------ | --------------------- | ------------ |
| Estados Unidos         |                                            |                                                              |              |                       |              |
| Detroit                | Aeropuerto Internacional de Detroit        | Delta Airlines                                               |              |                       |              |
| Europa                 |                                            |                                                              |              |                       |              |
| Austria                |                                            |                                                              |              |                       |              |
| Viena                  | Aeropuerto de Viena-Schwechat              | Austrian Airlines                                            |              |                       |              |
| Alemania               |                                            |                                                              |              |                       |              |
| Fráncfort del Meno     | Aeropuerto de Fráncfort del Meno           | Condor Lufthansa                                             |              |                       |              |
| Finlandia              |                                            |                                                              |              |                       |              |
| Helsinki               | Aeropuerto de Helsinki-Vantaa              | Finnair                                                      | A3x0         |                       |              |
| Portugal               |                                            |                                                              |              |                       |              |
| Lisboa                 | Aeropuerto de Lisboa                       | EuroAtlantic Airways                                         | B7x7         |                       |              |
| Ucrania                |                                            |                                                              |              |                       |              |
| Kiev                   | Aeropuerto Internacional de Boryspil       | Ukraine International Airlines                               | B7x7         |                       |              |
| Asia                   |                                            |                                                              |              |                       |              |
| China                  |                                            |                                                              |              |                       |              |
| Guangzhou              | Aeropuerto Internacional de Cantón-Baiyun  | China Southern Airlines                                      |              |                       |              |
| Pekín                  | Aeropuerto Internacional de Pekín          | Air China China Southern Airlines                            |              |                       |              |
| Shanghái               | Aeropuerto Internacional de Pudong         | Air China All Nippon Airways China Southern Airlines         |              |                       |              |
| Corea del Sur          |                                            |                                                              |              |                       |              |
| Busan                  | Aeropuerto Internacional de Gimhae         | Asiana Airlines Korean Air                                   |              |                       |              |
| Ciudad de Jeju         | Aeropuerto Internacional de Jeju           | Asiana Airlines Korean Air                                   |              |                       |              |
| Seúl                   | Aeropuerto Internacional de Incheon        | All Nippon Airways Asiana Airlines Japan Airlines Korean Air |              |                       |              |
| Emiratos Árabes Unidos |                                            |                                                              |              |                       |              |
| Abu Dabi               | Aeropuerto Internacional de Abu Dabi       | Etihad Airways                                               |              |                       |              |
| Filipinas              |                                            |                                                              |              |                       |              |
| Manila                 | Aeropuerto Internacional Ninoy Aquino      | Delta Airlines Philippine Airlines                           |              |                       |              |
| Hong Kong              |                                            |                                                              |              |                       |              |
| Hong Kong              | Aeropuerto Internacional de Hong Kong      | Cathay Pacific China Southern Airlines Japan Airlines        |              |                       |              |
| Malasia                |                                            |                                                              |              |                       |              |
| Kuala Lumpur           | Aeropuerto Internacional de Kuala Lumpur   | Malaysia Airlines                                            |              |                       |              |
| Penang                 | Aeropuerto Internacional de Penang         | Malaysia Airlines                                            |              |                       |              |
| Macao                  |                                            |                                                              |              |                       |              |
| Macao                  | Aeropuerto Internacional de Macao          | China Southern Airlines                                      |              |                       |              |
| Singapur               |                                            |                                                              |              |                       |              |
| Singapur               | Aeropuerto Internacional de Singapur       | Japan Airlines Singapore Airlines                            |              |                       |              |
| Tailandia              |                                            |                                                              |              |                       |              |
| Bangkok                | Aeropuerto Internacional Suvarnabhumi      | Japan Airlines Thai Airways                                  |              |                       |              |
| Taiwán                 |                                            |                                                              |              |                       |              |
| Taipéi                 | Aeropuerto Internacional de Taiwán Taoyuan | Cathay Pacific China Airlines EVA Air                        |              |                       |              |
| Vietnam                |                                            |                                                              |              |                       |              |
| Ciudad de Ho Chi Minh  | Aeropuerto Internacional de Tan Son Nhat   | Vietnam Airlines                                             |              |                       |              |
| Hanói                  | Aeropuerto Internacional de Nội Bài        | EVA Air Vietnam Airlines                                     |              |                       |              |
| Oceanía                |                                            |                                                              |              |                       |              |
| Australia              |                                            |                                                              |              |                       |              |
| Sídney                 | Aeropuerto Internacional Kingsford Smith   | Qantas                                                       |              |                       |              |
| Guam                   |                                            |                                                              |              |                       |              |
| Guam                   | Aeropuerto Internacional de Guam           | United Airlines operado por Continental Micronesia           |              |                       |              |
| Estados Unidos Hawái   |                                            |                                                              |              |                       |              |
| Honolulú               | Aeropuerto Internacional de Honolulú       | United Airlines                                              |              |                       |              |